# كريسبيا
بلدية كريسبيا (بالإسبانية: Crespiá) هي بلدية تقع في مقاطعة جرندة التابعة لمنطقة كتالونيا شمال شرق إسبانيا.

## الديموغرافيا
بلغ عدد سكان بلدية كريسبيا 260 نسمة عام 2011 (وفقاً للمعهد الوطني الإسباني للإحصاء).
| 213 | 196 | 226 | 241 | 247 | 253 | 260 |